# NGC 399
NGC 399 (również PGC 4096 lub UGC 712) – galaktyka spiralna z poprzeczką (SBa), znajdująca się w gwiazdozbiorze Ryb. Odkrył ją Lawrence Parsons 7 października 1874 roku.